# Уилсон, Кайрен
Кайрен Уи́лсон (англ. Kyren Wilson; род. 23 декабря 1991, Кеттеринг) — английский профессиональный игрок в снукер, Чемпион мира 2024 года. 

## Биография
В восемь лет начал играть на большом снукерном столе. В 11 лет сделал свой первый сенчури — 106 очков в матче с приятелем отца. Свой первый турнир выиграл в двенадцать лет, именно тогда и задумался о профессиональной карьере.
Играл за команду Понтинса и четыре года за сборную Англии. Выигрывал много любительских и юниорских турниров, включая Premier Junior Tour, Фестиваль Понтинс и турниры Businessland. На English Under-21 сделал максимальный брейк 147 очков.
В сезоне 2009/10 Уилсон играл в серии турниров PIOS, где благодаря победе на одном из восьми турниров занял 5-е место в итоговом рейтинге. Это позволило ему на следующий сезон перейти в мэйн-тур и получить статус профессионала, однако свой первый профессиональный сезон Уилсон провёл не лучшим образом и по его итогам выбыл из тура. Вернуть статус профессионала ему удалось через два сезона, в 2013 году.
20 сентября 2015 года завоевал первый профессиональный титул в карьере, одолев Джадда Трампа со счётом 10:9 в финале турнира Shanghai Masters.
Свой первый максимальный брейк в профессиональной карьере выполнил 31 октября 2017 года на турнире International Championship.
6 мая 2024 года выиграл Чемпионат мира по снукеру, одержав победу над валлийским снукеристом Джеком Джонсом со счетом 18-14.

## Финалы турниров

### Финалы рейтинговых турниров: 9 (3 победы, 6 поражений)
| Результат | №  | Год  | Турнир             | Соперник по финалу | Счёт |
| --------- | -- | ---- | ------------------ | ------------------ | ---- |
| Чемпион   | 1. | 2015 | Шанхай Мастерс     | Джадд Трамп        | 10–9 |
| Финалист  | 1. | 2016 | Чемпионат Индии    | Энтони Макгилл     | 2–5  |
| Финалист  | 2. | 2017 | World Open         | Дин Цзюньхуэй      | 3–10 |
| Финалист  | 3. | 2017 | Чемпионат Англии   | Ронни О’Салливан   | 2–9  |
| Чемпион   | 2. | 2018 | Пол Хантер Классик | Питер Эбдон        | 4–2  |
| Чемпион   | 3. | 2019 | German Masters     | Дэвид Гилберт      | 9–7  |
| Финалист  | 4. | 2020 | Welsh Open         | Шон Мерфи          | 1–9  |
| Финалист  | 5. | 2020 | Gibraltar Open     | Джадд Трамп        | 3–4  |
| Финалист  | 3. | 2020 | Чемпионат мира     | Ронни О’Салливан   | 8–18 |

### Финалы нерейтинговых турниров: 2 (0 побед, 2 поражения)
| Легенда                     |
| Мастерс (0-1)               |
| Champion of Champions (0-1) |
| Другие (0-0)                |

| Результат | №  | Год  | Турнир                | Соперник по финалу | Счёт |
| --------- | -- | ---- | --------------------- | ------------------ | ---- |
| Финалист  | 1. | 2018 | Мастерс               | Марк Аллен         | 7–10 |
| Финалист  | 1. | 2018 | Champion of Champions | Ронни О'Салливан   | 9–10 |

### Низко-рейтинговые турниры: 1 (1 победа)
| Результат | №  | Год  | Турнир                     | Соперник по финалу | Счёт |
| --------- | -- | ---- | -------------------------- | ------------------ | ---- |
| Чемпион   | 1. | 2018 | Six-red World Championship | Дин Цзюньхуэй      | 8-4  |

### Финалы профессионально-любительских турниров: 1 (1 победа, 0 поражений)
| Результат | №  | Год  | Турнир         | Соперник по финалу | Счёт |
| --------- | -- | ---- | -------------- | ------------------ | ---- |
| Чемпион   | 1. | 2017 | Всемирные игры | Алистер Картер     | 3–1  |

## Рейтинг
| 2011 | 2014 | 2015 | 2016 | 2017 | 2018 |
| ---- | ---- | ---- | ---- | ---- | ---- |
| 72   | 70   | 56   | 16   | 13   | 9    |